# Vincent Prosper Ribard
Vincent-Prosper Ribard (2 octobre 1764 à Rouen - 15 janvier 1848 à Canteleu) est un négociant et homme politique français.

## Biographie
Vincent-Prosper est le fils de Jean-Philippe-Nicolas Ribard (1724-1798), officier de paneterie du roi et premier échevin de Rouen, et de Marie Catherine Guillemard (1736-1812). Sa sœur épousera Pierre Nicolas de Fontenay. D'une vieille famille de négociants de Rouen, il suit la voie familiale du grand négoce. En 1789, il devint administrateur des hospices, puis conseiller municipal, juge et président du tribunal de commerce de Rouen.
Lors de la Restauration, en 1815, il devient maire de Rouen, conseiller général, président du collège électoral de l'arrondissement et fut élu député du grand collège de la Seine-Inférieure. Ribard figura constamment dans la majorité, vota toutes les lois d'exception et de réaction, et prononça plusieurs discours optimistes sur la situation financière de la France. Il rentra dans la vie privée aux élections de 1827.
Il est nommé chevalier de la Légion d'honneur en 1817.
Il est le beau-père de Michel Théodore Le Picard (1789-1856), président de la Chambre de commerce et fondateur du Comptoir d'escompte de Rouen.

## Distinctions
- Chevalier de la Légion d'honneur (2 avril 1817)

## Sources
- Théodore-Éloi Lebreton, Biographie rouennaise: recueil de notices biographiques et bibliographiques sur les personnages nés à Rouen qui se sont rendus célèbres ou qui se sont distingués à des titres différents, Rouen, Le Brument, 1865